# Сын Божий (фильм)
«Сы́н Бо́жий» (англ. Son of God) — американский библейский эпический фильм, посвящённый истории жизни Иисуса Христа, роль которого исполняет Диого Моргадо.
Премьера фильма в США состоялась 28 февраля 2014 года. Премьера фильма в России состоялась 14 апреля 2014 года.

## Сюжет
История Иисуса Христа от Рождения, до Его учения, Распятия и Вознесения.

## В ролях
| Актёр           | Роль             |
| --------------- | ---------------- |
| Диого Моргадо   | Иисус Христос    |
| Дарвин Шоу      | Пётр             |
| Рома Дауни      | Дева Мария       |
| Грег Хикс       | Понтий Пилат     |
| Себастьян Кнапп | Иоанн            |
| Лэнгли Кирквуд  | Царь Давид       |
| Пол Марк Дэвис  | Симон фарисей    |
| Луиза Деламер   | Клавдия          |
| Мэттью Гравель  | Фома             |
| Саймон Кунц     | Никодим          |
| Фрайзер Эйрс    | Варавва          |
| Эмбер Роуз Рева | Мария Магдалена  |
| Джо Вредден     | Иуда Искариот    |
| Адриан Шиллер   | Каиафа           |
| Джо Коэн        | Иосиф            |
| Дэниэл Персивал | Иоанн Креститель |
| Пол Брайтвелл   | Малх             |
| Анас Ченин      | Лазарь           |
| Рик Бэйкон      | Ирод Антипа      |
| Сана Музиане    | Марта            |

## Создание
Фильм будет набором компонентов мини-сериала «Библия», а также удалённых сцен, не показанных во время телепередачи. Было подтверждено, что фильм будет выпущен 28 февраля 2014 с MPAA рейтинг ПГ-13.

## Рецензия от духовенства США
Прежде чем фильм «Сын Божий» оценят жители США, его уже успело просмотреть духовенство страны. Среди которых есть протестанты и католики.
Кардинал Дональд Вюрл:
«Я бы посоветовал этот фильм посмотреть некоторым моим знакомым, и особенно, думаю, фильм хорошо подходит для семейного просмотра. Это замечательная история о Сыне Божьем, которая напомнит нам о Его любви к нам».
Пастор Рик Уоррен также положительно отзывался о фильме:
«Это мощнейший и пронизывающий фильм, самый лучший фильм об Иисусе из тех, что я уже смотрел. Я знаю, что когда начнут его показывать, он станет огромным благословением для многих».
Епископ Т. Д. Джейкс:
«Я считаю, что аудитория будет в восторге. Она будет очарована и вдохновлена от фильма „Сын Божий“».
Пастор церкви «Lakewood» Джоел Остин:
«Сын Божий доказывает, что когда талант и страсть сталкиваются, результат впечатляющий».

## Саундтрек
Музыку к фильму написали Лорн Балф и Ханс Циммер, вокал Лиза Джеррард.
| №  | Название композиции                      | Авторы                       | Время |
| -- | ---------------------------------------- | ---------------------------- | ----- |
| 1  | «In The Beginning»                       | Hans Zimmer & Lorne Balfe    | 3:47  |
| 2  | «Through His Eyes»                       | Hans Zimmer & Lorne Balfe    | 4:51  |
| 3  | «Faith (feat. Lisa Gerrard)»             | Hans Zimmer & Lorne Balfe    | 13:05 |
| 4  | «Roma’s Lament (feat. Lisa Gerrard)»     | Hans Zimmer & Lorne Balfe    | 5:41  |
| 5  | «Fisher of Men»                          | Hans Zimmer & Lorne Balfe    | 3:06  |
| 6  | «The Upper Room»                         | Hans Zimmer & Lorne Balfe    | 2:57  |
| 7  | «Promised King (feat. Lisa Gerrard)»     | Hans Zimmer & Lorne Balfe    | 1:56  |
| 8  | «Truth»                                  | Hans Zimmer & Lorne Balfe    | 2:44  |
| 9  | «Peace Be With You (feat. Lisa Gerrard)» | Hans Zimmer & Lorne Balfe    | 2:48  |
| 10 | «I Am (feat. Lisa Gerrard)»              | Hans Zimmer & Lorne Balfe    | 3:44  |
| 11 | «Rise Up In Faith (feat. Lisa Gerrard)»  | Hans Zimmer & Lorne Balfe    | 2:48  |
| 12 | «Mary, Did You Know? (Son of God Remix)» | Cee Lo Green                 | 2:44  |
| 13 | «Soul of a Man (Son of God Remix)»       | Steven Stern & George Krikes | 4:06  |
| 14 | «Life In Color (Son of God Remix)»       | OneRepublic                  | 4:23  |
| 15 | «Oceans (Son of God Remix)»              | Hillsong UNITED              | 7:11  |

## Интересные факты
- «Сын Божий» — киноверсия мини-сериала «Библия»
- Из фильма вырезали эпизоды с сатаной, похожим на президента США Барака Обаму[17].
- Слоган к фильму — «Их империя. Его Царство.» (Their Empire. His Kingdom)
- Для Себастьяна Кнаппе это третий фильм по библейскому сюжету, до этого были «Самсон и Далила», «Иисус. Бог и человек»